# 潇湘职业学院
27°45′46″N 111°59′07″E / 27.762792°N 111.985273°E
潇湘职业学院是位于湖南省娄底市经济技术开发区，为湖南省的一所民办高级专科大学。

## 历史
潇湘职业学院始建于1992年，位于湖南省娄底市，紧靠涟钢集团基地。

## 学校院系
潇湘职业学院拥有四大院系：
- 有机电工程学院
- 汽车工程学院
- 大汉城建工程学院
- 潇湘商学院

## 学校专业
潇湘职业学院开设了28个专业，主要专业有：
- 汽车检测与维修
- 数控技术
- 广告设计
- 动漫
- 软件技术
- 模具设计与制造
- 应用电子技术
- 市场营销
- 商务英语

## 学校机构
| 潇湘职业学院 | 潇湘职业学院 | 潇湘职业学院 | 潇湘职业学院 |
| 行政机构     |              |              |              |
| ------------ | ------------ | ------------ | ------------ |
| 行政机构     | 党政办公事   | 宣传部       | 组织人事处   |
| 行政机构     | 武装部       | 评估督导处   | 团委         |
| 行政机构     | 工会         | 后勤财务处   |              |
| 教育机构     |              |              |              |
| 教务处       | 学生处       | 图书馆       |              |

## 学校文化

### 办学理念
以育人为根本，以就业为导向

### 办学目标
办一流大学，纳八方贤才，铸造潇湘百年品牌；走职教之路，育技术英才，共创人生美好未来

### 报刊
《潇湘校刊》是潇湘职业学院的官方刊物。

## 图库
|  |  |
|  |  |

## 荣誉
- 娄底市先进基层党组织[1]
- 娄底市文明建设先进单位[1]
- 湖南省社会力量办学优秀学校[1]
- 湖南省先进民办学校[1]
- 娄底市法制教育基地[1]
- 娄底市基层党建工作示范点[1]

“娄底市示范性职业学校”